# Meczet Iljaza Mirahori
Meczet Iljaza Mirahori (alb. Xhamia e Iljaz Mirahorit) – meczet w Korczy, w Albanii. Meczet został zbudowany w latach 1494-1496 przez beja Iljaza Mirahoriego.
W 1948 roku obiekt został wpisany na listę religijnych zabytków kulturowych Albanii (Objekte fetare me statusin Monument Kulture).